# Classe Gepard (Russie)
Pour les articles homonymes, voir classe Gepard.
La classe Gepard est une classe de frégate russe conçus pour succéder aux classes Koni et Grisha.